# Sardor Rashidov
Sardor Rashidov (Jizzax, 14 giugno 1991) è un calciatore uzbeko, attaccante del Navbahor Namangan.

## Carriera

### Club
Ha giocato nel campionato uzbeko e nella AFC Champions League.

### Nazionale
Ha esordito in nazionale nel 2013.

## Statistiche

### Cronologia presenze in Nazionale
| Cronologia completa delle presenze e delle reti in nazionale ― Uzbekistan | Cronologia completa delle presenze e delle reti in nazionale ― Uzbekistan | Cronologia completa delle presenze e delle reti in nazionale ― Uzbekistan | Cronologia completa delle presenze e delle reti in nazionale ― Uzbekistan | Cronologia completa delle presenze e delle reti in nazionale ― Uzbekistan | Cronologia completa delle presenze e delle reti in nazionale ― Uzbekistan | Cronologia completa delle presenze e delle reti in nazionale ― Uzbekistan | Cronologia completa delle presenze e delle reti in nazionale ― Uzbekistan |
| Data                                                                      | Città                                                                     | In casa                                                                   | Risultato                                                                 | Ospiti                                                                    | Competizione                                                              | Reti                                                                      | Note                                                                      |
| ------------------------------------------------------------------------- | ------------------------------------------------------------------------- | ------------------------------------------------------------------------- | ------------------------------------------------------------------------- | ------------------------------------------------------------------------- | ------------------------------------------------------------------------- | ------------------------------------------------------------------------- | ------------------------------------------------------------------------- |
| 09-01-2019                                                                | Sharjah                                                                   | Uzbekistan                                                                | 2 – 1                                                                     | Oman                                                                      | Coppa d'Asia 2019 - 1º turno                                              | -                                                                         | 59’                                                                       |
| 17-01-2019                                                                | al-'Ayn                                                                   | Giappone                                                                  | 2 – 1                                                                     | Uzbekistan                                                                | Coppa d'Asia 2019 - 1º turno                                              | -                                                                         | 76’                                                                       |
| Totale                                                                    |                                                                           | Presenze                                                                  | 2                                                                         |                                                                           | Reti                                                                      | 0                                                                         |                                                                           |

## Palmarès

### Club

#### Competizioni nazionali
- Campionato uzbeko: 2

Bunyodkor: 2012, 2013
- Coppa dell'Uzbekistan: 2

Bunyodkor: 2012, 2013
- Supercoppa dell'Uzbekistan: 1

Bunyodkor: 2013